# Lawang Agung (Kota Agung)
Lawang Agung is een bestuurslaag in het regentschap Lahat van de provincie Zuid-Sumatra, Indonesië. Lawang Agung telt 537 inwoners (volkstelling 2010).